# Daniel Vögeli
Daniel Vögeli (* 30. Oktober 1977) ist ein Schweizer Leichtathlet, spezialisiert auf den Mittel- und Langstreckenlauf. Bei einer Körpergrösse von 1,80 m beträgt sein Wettkampfgewicht 64 kg.
Vögeli wurde am 29. Juli 2006 in 14:34,85 min Schweizer Meister 2006 im 5000-Meter-Lauf. Am 28. Juli 2007 konnte er mit einer Zeit von 14:41,45 min diesen Titel in Lausanne verteidigen.
2002 und 2008 wurde Vögeli Hallen-Schweizer-Meister über 1500 Meter, 2004 nahm er an den Crossweltmeisterschaften teil und belegte Rang 73. Vögeli vertrat mehrfach die Schweiz beim Europacup. 2005 belegte er beim Post-Cup den dritten Rang. Zusammen mit Thomas Mullis amtete er zudem als Tempomacher für Maja Neuenschwander am Marathonlauf in Paris 2009.
Vögeli startet für den ST Bern. Sein Trainer ist Beat Aeschbacher.
Vögeli ist Ökonom lic. rer. pol. und patentierter Realschullehrer. 

## Bestleistungen
- 800 m: 1:50,34 min, 2002
- 1000 m: 2:22,12 min, 2000
- 1500 m: 3:41,47 min, 3. August 2004 in Lüttich
- 3000 m: 8:05,67 min, 22. Juni 2008 in Istanbul
- 5000 m: 13:59,47 min, 9. August 2008 in Ninove